# Куаутемок (муниципалитет Колимы)
Куауте́мок (исп. Cuauhtémoc) — муниципалитет в Мексике, в штате Колима, с административным центром в одноимённом городе. Численность населения, по данным переписи 2020 года, составила 31 267 человек.

## Общие сведения
Название Cuauhtémoc с языка науатль можно перевести как: орёл, атакующий добычу, и дано в честь последнего правителя ацтеков — Куаутемока.
Площадь муниципалитета равна 412,3 км², что составляет 7,3 % от общей площади штата, а наиболее высоко расположенное поселение Эль-Буфало находится на высоте 1657 метров.
Он граничит с другими муниципалитетами штата Колима: на севере с Комалой, на юге с Колимой, на западе с Вилья-де-Альваресом, а на востоке граничит с другим штатом Мексики — Халиско.

## Учреждение и состав
Муниципалитет был образован 15 января 1919 года, по данным 2020 года в его состав входит 79 населённых пунктов, самые крупные из которых:
| Код INEGI                  | Населённый пункт                                                                      | Численность населения (2005 год) | Численность населения (2010 год) | Численность населения (2020 год) |
| -------------------------- | ------------------------------------------------------------------------------------- | -------------------------------- | -------------------------------- | -------------------------------- |
| 005                        | Всего                                                                                 | 25576                            | 27107                            | 31267                            |
| 0018                       | Кесерия (исп. Quesería) 19°23′13″ с. ш. 103°34′25″ з. д.                              | 8079                             | 8611                             | 9931                             |
| 0001                       | Куаутемок (исп. Cuauhtémoc) 19°19′44″ с. ш. 103°36′07″ з. д. (административный центр) | 8165                             | 8602                             | 9746                             |
| 0023                       | Эль-Трапиче (исп. El Trapiche) 19°16′40″ с. ш. 103°39′40″ з. д.                       | 2711                             | 2851                             | 3328                             |
| 0004                       | Алькарасес (исп. Alcaraces) 19°21′51″ с. ш. 103°34′37″ з. д.                          | 1775                             | 1829                             | 1994                             |
| 0007                       | Буэнависта (исп. Buenavista) 19°14′54″ с. ш. 103°36′53″ з. д.                         | 976                              | 994                              | 1129                             |
| 0021                       | Сан-Хоакин (исп. San Joaquín) 19°16′35″ с. ш. 103°38′47″ з. д.                        | 468                              | 492                              | 1017                             |
| 0016                       | Пальмильяс (исп. Palmillas) 19°21′04″ с. ш. 103°33′10″ з. д.                          | 741                              | 791                              | 933                              |
| 0010                       | Чьяпа (исп. Chiapa) 19°20′15″ с. ш. 103°39′15″ з. д.                                  | 753                              | 882                              | 884                              |
| —                          | Прочие                                                                                | 1908                             | 2055                             | 2305                             |
| Названия на карте Генштаба |                                                                                       |                                  |                                  |                                  |

## Экономическая деятельность
По статистическим данным 2000 года, работоспособное население занято по секторам экономики в следующих пропорциях:
- сельское хозяйство, животноводство и рыбная ловля — 30,1 %;
- промышленность и строительство — 22,5 %;
- торговля, сферы услуг и туризма — 45,5 %;
- безработные — 1,9 %.

## Инфраструктура
По статистическим данным 2020 года, инфраструктура развита следующим образом:
- электрификация: 99,4 %;
- водоснабжение: 86,2 %;
- водоотведение: 98,5 %.

## Фотографии
| - Ж/д мост вблизи Кесерии, 1900-е - Церковь в Чьяпе - Церковь в Буэнависте |